# 大齿红丝线
大齿红丝线（学名：Lycianthes macrodon），为茄科红丝线属下的一个种。

## 扩展阅读
維基物種上的相關：大齿红丝线